# Rasgos de deformación planar

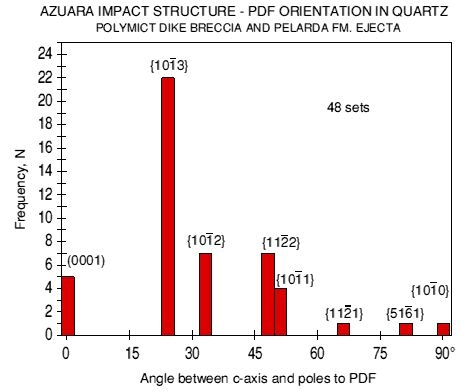
Rasgo de impacto: Histograma con la orientación de PDFs (planar deformation features) en cuarzos.

Los rasgos de deformación planar o PDF (planar deformation features) son planos en materiales vítreos dispuestos de forma paralela dentro de la estructura de un mineral, normalmente del grupo de los silicatos (cuarzo y feldespato).
Para que un cuarzo presente PDFs es necesario que haya sido sometido a una gran presión de choque, como ocurre cuando se produce una explosión nuclear o un impacto meteorítico. En estos casos, gran parte de los PDFs se sitúan en los planos cristalográficos {\displaystyle {\begin{Bmatrix}{\bar {1013}}\end{Bmatrix}}} y {\displaystyle {\begin{Bmatrix}{\bar {1012}}\end{Bmatrix}}}.